# Course à la direction du Parti conservateur du Canada de 2022
 (avril 2022).
La mise en forme du texte ne suit pas les recommandations de Wikipédia : il faut le « wikifier ».
Les points d'amélioration suivants sont les cas les plus fréquents. Le détail des points à revoir est peut-être précisé sur la page de discussion.
- Les titres sont pré-formatés par le logiciel. Ils ne sont ni en capitales, ni en gras.
- Le texte ne doit pas être écrit en capitales (les noms de famille non plus), ni en gras, ni en italique, ni en « petit »…
- Le gras n'est utilisé que pour surligner le titre de l'article dans l'introduction, une seule fois.
- L'italique est rarement utilisé : mots en langue étrangère, titres d'œuvres, noms de bateaux, etc.
- Les citations ne sont pas en italique mais en corps de texte normal. Elles sont entourées par des guillemets français : « et ».
- Les listes à puces sont à éviter, des paragraphes rédigés étant largement préférés. Les tableaux sont à réserver à la présentation de données structurées (résultats, etc.).
- Les appels de note de bas de page (petits chiffres en exposant, introduits par l'outil «  Source ») sont à placer entre la fin de phrase et le point final[comme ça].
- Les liens internes (vers d'autres articles de Wikipédia) sont à choisir avec parcimonie. Créez des liens vers des articles approfondissant le sujet. Les termes génériques sans rapport avec le sujet sont à éviter, ainsi que les répétitions de liens vers un même terme.
- Les liens externes sont à placer uniquement dans une section « Liens externes », à la fin de l'article. Ces liens sont à choisir avec parcimonie suivant les règles définies. Si un lien sert de source à l'article, son insertion dans le texte est à faire par les notes de bas de page.
- La présentation des références doit suivre les conventions bibliographiques. Il est recommandé d'utiliser les modèles {{Ouvrage}}, {{Chapitre}}, {{Article}}, {{Lien web}} et/ou {{Bibliographie}}. Le mode d'édition visuel peut mettre en forme automatiquement les références.
- Insérer une infobox (cadre d'informations à droite) n'est pas obligatoire pour parachever la mise en page.

Pour une aide détaillée, merci de consulter Aide:Wikification.
Si vous pensez que ces points ont été résolus, vous pouvez retirer ce bandeau et améliorer la mise en forme d'un autre article.
L'élection à la direction du Parti conservateur du Canada de 2022 est une élection à la direction qui se tient au sein du Parti conservateur du Canada pour élire le successeur d'Erin O'Toole. Il est démis de ses fonctions le 2 février 2022 en tant que chef du caucus du parti à la Chambre des communes du Canada par un vote de 73 voix contre 45. Candice Bergen est choisie comme chef du parti par intérim et servira jusqu'à ce qu'un chef permanent soit élu. L'élection à la direction a lieu le 10 septembre 2022. Pierre Poilievre arrive en tête avec 68,15 % au premier tour, rendant un deuxième tour inutile.

## Campagne

### Arrière-plan
À la suite de l'élection fédérale canadienne de 2021, le Parti conservateur est resté l'opposition officielle avec une perte de deux sièges, le laissant avec 119 sièges à la Chambre des communes. O'Toole a annoncé qu'il avait suffisamment de soutien pour rester chef, mais a lancé un examen de la campagne électorale des conservateurs,. James Cumming a été choisi pour diriger l'examen.
En novembre 2021, la sénatrice Denise Batters a lancé une pétition interne au parti pour revoir le leadership d'O'Toole. Le président du parti, Robert Batherson, a rapidement décidé que la pétition n'était pas recevable. Le lendemain, Batters a été retirée du caucus conservateur national, bien qu'elle ait conservé son appartenance au caucus conservateur de la Saskatchewan et au caucus conservateur du sénat.
Fin janvier 2022, Cumming a terminé son examen et a informé les députés et sénateurs conservateurs de ses conclusions. Son rapport blâmait le personnel du parti pour avoir "sur-géré" O'Toole pendant la campagne, mais a également déclaré qu'O'Toole devait être plus "authentique" et que les conservateurs n'avaient pas élaboré de politique sur certaines questions. En réponse au rapport, O'Toole a reconnu qu'il devait apparaître moins "scénarisé" pendant les derniers jours de la campagne.
Le 31 janvier 2022, le député conservateur Bob Benzen a soumis une lettre avec les signatures de 35 députés conservateurs appelant à un examen de la direction, conformément à la Loi sur la réforme, de la direction d'O'Toole au président du caucus conservateur, Scott Reid. Dans la lettre, Benzen a critiqué le revirement d'O'Toole sur l'abrogation de la taxe sur le carbone et l'interdiction des armes d'assaut du premier ministre libéral Justin Trudeau.
C'était la première fois que les dispositions de la loi sur la réforme concernant la révocation des dirigeants étaient invoquées. Lors de l'examen, tenu le 2 février 2022, 45 députés ont voté pour son maintien contre 73 qui ont voté pour sa destitution. Immédiatement après sa destitution, le caucus conservateur a voté au scrutin secret pour nommer Candice Bergen comme chef par intérim.
En plus de Bergen, huit autres membres du caucus ont cherché à être nommés chef par intérim, dont John Barlow, John Brassard, Kerry-Lynne Findlay, Marilyn Gladu, Tom Kmiec, Rob Moore et John Williamson,,.

### Première campagne
Le 30 mars 2022, des inquiétudes ont surgi quant au fait que les listes de membres du parti pourraient avoir été compromises et utilisées pour faire de fausses promesses de dons. Melanie Paradis, une ancienne employée d'Erin O'Toole, a publié un avertissement sur Twitter au sujet de la violation présumée, affirmant qu'elle avait été contactée au sujet d'une promesse de don de 120 $ qu'elle n'avait jamais faite. Laurence Toth, porte-parole de la campagne Charest, a déclaré que quelqu'un avait fait de nombreuses fausses promesses de dons en utilisant une adresse IP ukrainienne, affirmant qu'il s'agissait d'une "tentative évidente de semer le chaos" pour la campagne. Le parti a nié que les données des membres aient été compromises, mais enquête sur les incidents.
Début avril, Charest a accordé plusieurs entrevues dans lesquelles il a déclaré que le soutien de Poilievre au «blocus» et la manifestation du convoi du Canada l'ont disqualifié d'être chef de parti,. En réponse aux commentaires de Charest, Poilievre a déclaré que Charest « répétait les mensonges des libéraux au sujet des camionneurs ».
Le 12 avril 2022, Poilievre a fait part de ses inquiétudes quant à une fraude potentielle par l'utilisation de cartes de crédit prépayées pour acheter des adhésions à des partis. Un avocat de sa campagne a envoyé une lettre au comité d'organisation des élections à la direction lui demandant d'interdire l'utilisation de cartes prépayées pour acheter des adhésions et affirmant que la campagne prendrait "des mesures appropriées pour obliger le parti à se conformer" s'il ne recevait pas un "accord acceptable". réponse" dans quelques jours.

## Chronologie

### 2020
- 23-24 août - Erin O'Toole est élu chef du Parti conservateur au 3e tour du scrutin[23].

### 2021
- 20 septembre - Les élections fédérales canadiennes de 2021 ont eu lieu. Le Parti conservateur est resté l'opposition officielle avec une perte de deux sièges, le laissant avec 119 sièges à la Chambre des communes[4].
- 5 octobre - O'Toole a annoncé qu'il avait l'intention de rester chef et a lancé l'examen post-électoral de la campagne conservatrice[6].
- 15 novembre - La sénatrice Denise Batters lance une pétition pour revoir le leadership d'Erin O'Toole[7].Le président du parti, Robert Batherson, a décidé que la pétition n'était pas recevable[7]. Le jour suivant, Batters a été retiré du caucus conservateur national[8], bien que ses adhésions aient été retenues dans le caucus conservateur de la Saskatchewan[9] et dans le caucus conservateur du Sénat[10].

### 2022
- 27 janvier – La révision post-électorale a été achevée. Son auteur, James Cumming, a informé les députés conservateurs et sénateurs de leurs conclusions[15].
- 31 janvier – 35 députés conservateurs ont présenté une lettre au président du groupe conservateur, commençant la révision du leadership, conformément à la loi sur la réforme[24].
- 2 février – Les députés conservateurs du Parlement ont voté pour retirer Erin O'Toole en tant que leader du parti pour un vote de 73 à 45. Le groupe a choisi le leader intérimaire Candice Bergen[2].
- 5 février – Pierre Poilievre a annoncé sa candidature.
- 9 février – Le sénateur Denise Batters est réinstallé dans le groupe du Parti conservateur national[25].
- 8 mars – Leslyn Lewis a annoncé sa candidature.
- 9 mars : Roman Baber, Joseph Bourgault, et Jean Charest ont annoncé leurs candidatures[26],[27],[28].
- 13 mars – Patrick Brown a annoncé sa candidature[29].
- 16 mars — Scott Aitchison a annoncé sa candidature.
- 18 mars — Bobby Singh a annoncé sa candidature[30].
- 20 mars — Marc Dalton a annoncé sa candidature[31].
- 26 mars — Leona Alleslev a annoncé sa candidature[32].
- 28 mars — Joël Etienne a annoncé sa candidature[33].

## Candidats

### Vérifié

#### Jean Charest

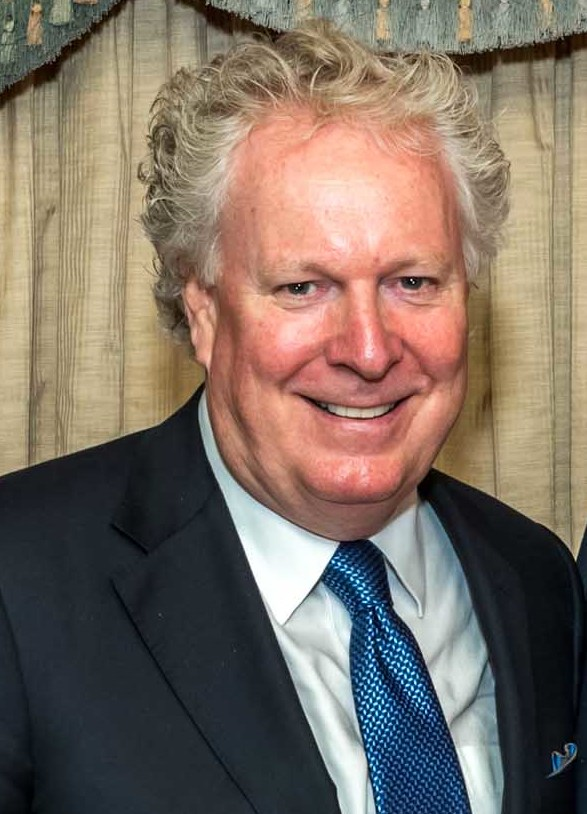
Jean Charest

Jean Charest, 63 ans, premier ministre du Québec (2003-12), chef du Parti libéral du Québec (1998-2012), député de Sherbrooke (1998-2012), chef du Parti progressiste-conservateur du Canada (1993-1998), vice-premier ministre du Canada (1993), ministre de l'Industrie, des Sciences et de la Technologie (1993), ministre de la Consommation et des Affaires commerciales (1993), ministre de l'Environnement (1991-1993), ministre d'État (Condition physique et Sport amateur) (1988 –90), ministre d'État (Jeunesse) (1986–90) et député de Sherbrooke (1984–98),.

#### Leslyn Lewis

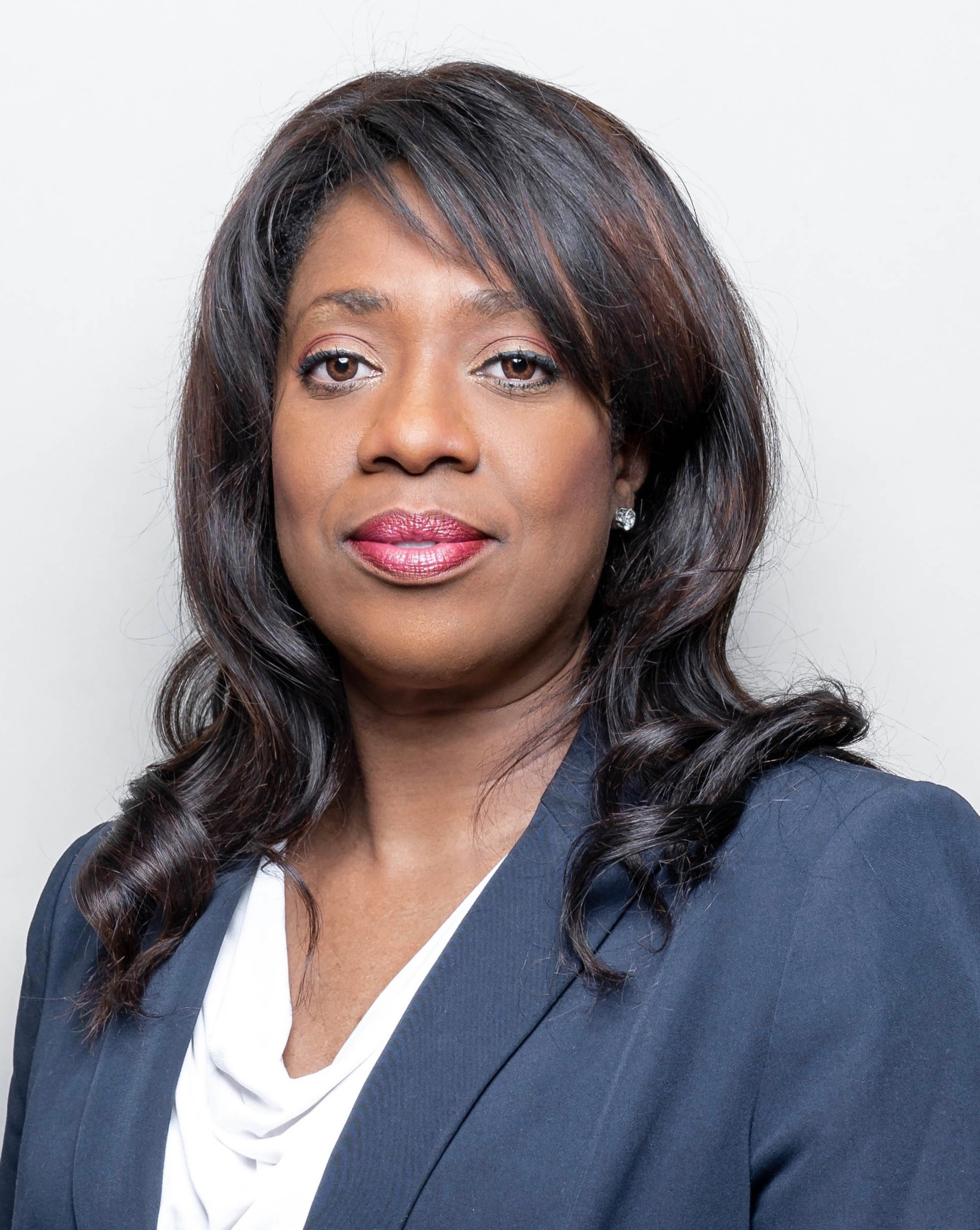
Leslyn Lewis

Leslyn Lewis, 51 ans, députée de Haldimand—Norfolk (depuis 2021) et troisième lors de l'élection à la direction du Parti conservateur du Canada en 2020.

#### Pierre Poilievre

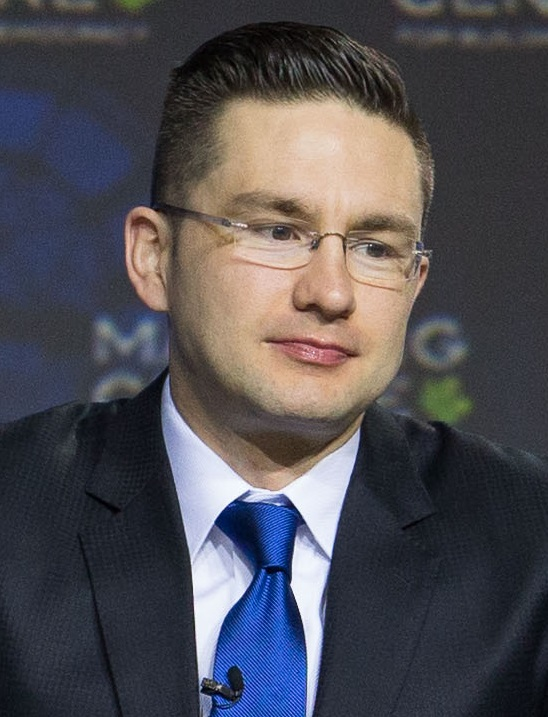
Pierre Poilievre

Pierre Poilievre, 42 ans, député de Carleton (depuis 2015) et ancien député de la circonscription désormais abolie de Nepean—Carleton (2004-2015). Auparavant, Poilievre a été ministre fantôme des Finances (2017-2021 ; 2021-2022), ministre fantôme de l'Emploi et de l'Industrie (2021), ministre de l'Emploi et du Développement social (2015) et ministre d'État à la Réforme démocratique (2013-2015). ).

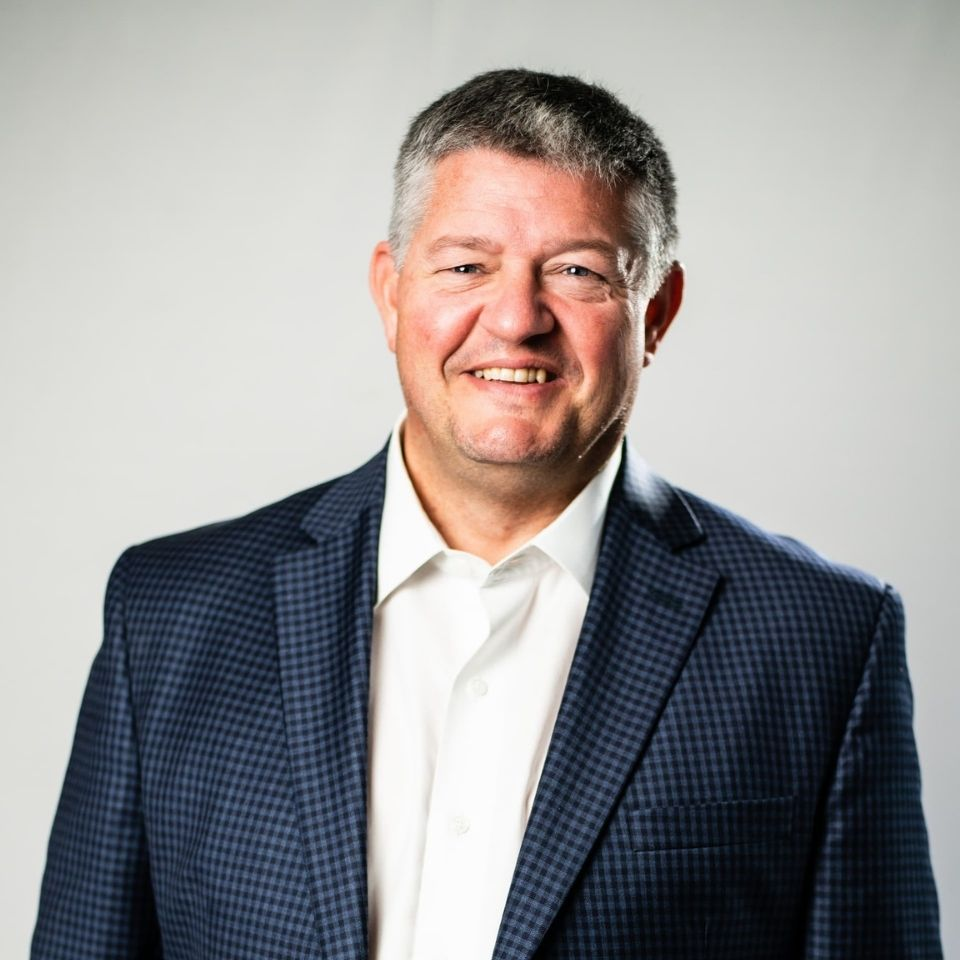
Scott Aitchison

#### Léona Alleslev

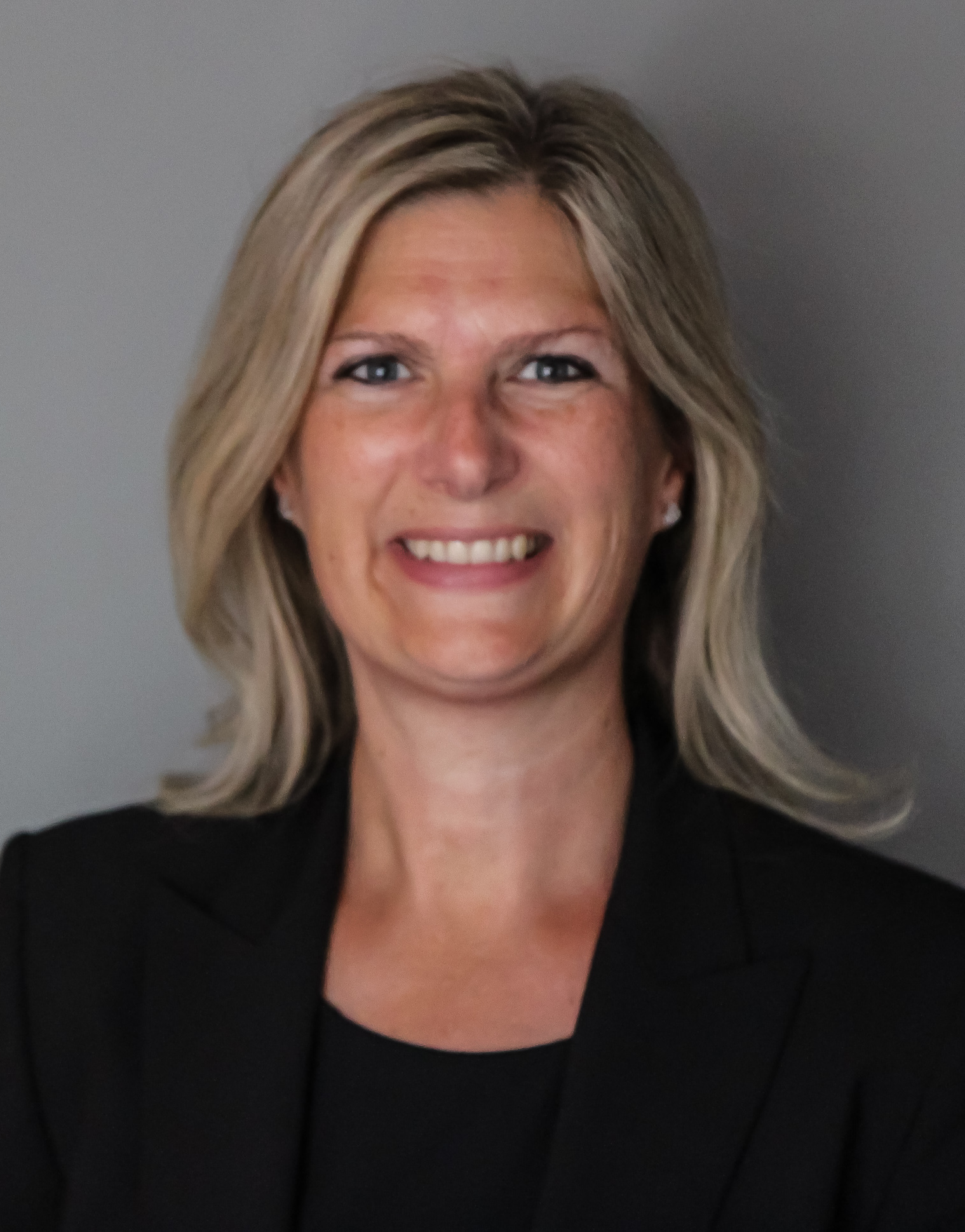
Léona Alleslev

Leona Alleslev, 54 ans, est l'ancienne chef adjointe du Parti conservateur du Canada (2019-2020) et l'ancienne députée d'Aurora—Oak Ridges—Richmond Hill (2015-2021). Avant d'entrer en politique, Alleslev était officier de l'armée de l'air et directeur d'entreprise, ayant travaillé pour IBM et Bombardier,.

#### Romain Baber

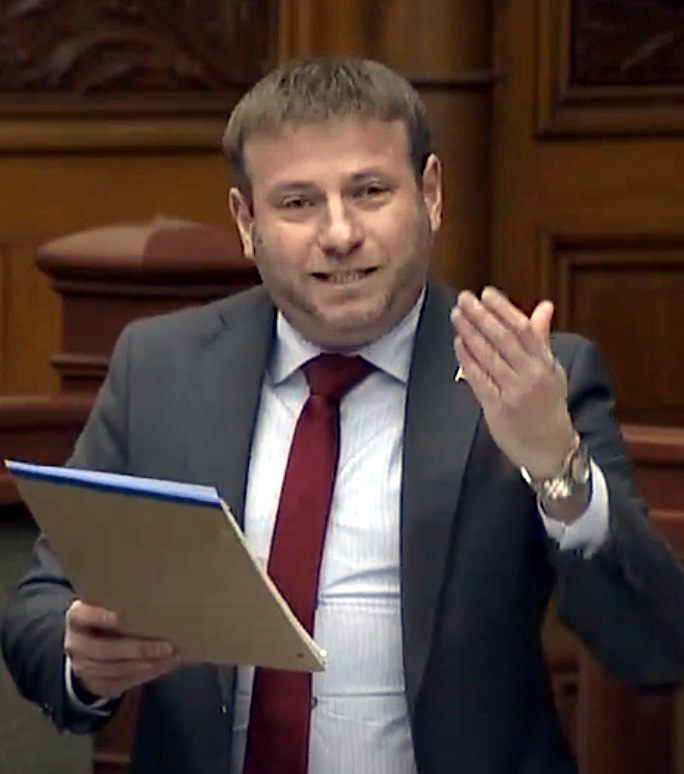
Romain Baber

Roman Baber, 42 ans, député de York Centre (depuis 2018). Baber a été élu en tant que progressiste-conservateur et siège en tant que député indépendant depuis le 15 janvier 2021,.

#### Patrick Brown

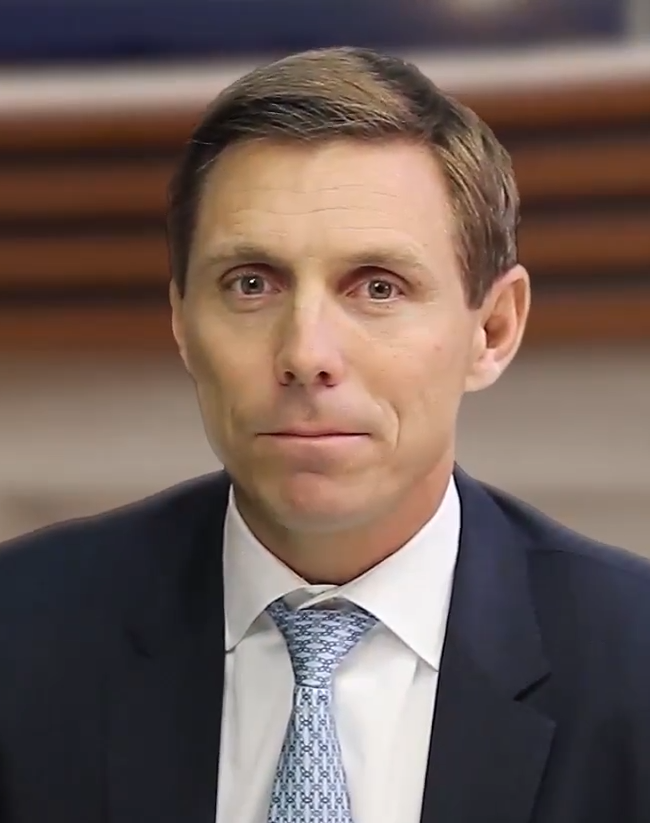
Patrick Brown

Patrick Brown, 43 ans, maire de Brampton (depuis 2018), chef du Parti progressiste-conservateur de l'Ontario (2015-18), chef de l'opposition officielle de l'Ontario (2015-18), député de Barrie (2006-15) et député provincial pour Simcoe Nord (2015-2017).

### Déclaré

#### Grant Abraham
Grant Abraham, est un avocat, chroniqueur et candidat malheureux aux élections générales du Royaume-Uni de 2019 dans la circonscription de Strangford, où il s'est présenté pour les conservateurs d'Irlande du Nord,. Abraham a fréquenté l'école secondaire d'Abbotsford, en Colombie-Britannique, avant de terminer un baccalauréat en commerce et en anglais à l'Université Trinity Western. Il a obtenu un diplôme en droit à l'Université Queen's de Belfast.

#### Joseph Bourgault
Joseph Bourgault, PDG de Bourgault Tillage Tools et fondateur de Canadians for Truth. Il vit à St. Brieux, en Saskatchewan,.

#### Marc Dalton
Arrière-plan

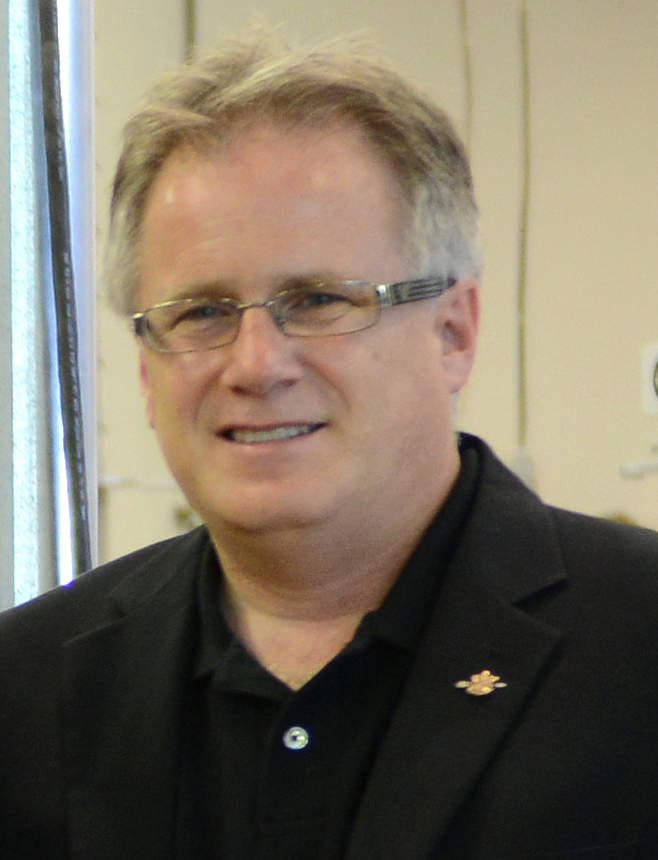
Marc Dalton

Marc Dalton, 61 ans, député de Pitt Meadows—Maple Ridge (2019-présent), député de Maple Ridge-Mission (2009-2017), Avant d'entrer en politique, Dalton était enseignant en Colombie-Britannique,. Il s'identifie comme étant d'origine française et métisse. Marc Dalton est bilingue anglais et français.

#### Bobby Singh
Bobby Singh est un homme d'affaires de Toronto qui était le candidat du parti dans Scarborough—Rouge Park, en Ontario, lors des élections de 2019 . Singh a brièvement sollicité la direction conservatrice en 2020, mais s'est retiré tôt après avoir échoué à satisfaire aux critères de candidature,,.

## Résultats
| Candidat | Candidat         | 1er tour  | 1er tour | 1er tour       | 1er tour |
| Candidat | Candidat         | Suffrages | %        | Points alloués | %        |
| -------- | ---------------- | --------- | -------- | -------------- | -------- |
|          | Pierre Poilievre | 295 779   | 70,72 %  | 22 993,42      | 68,15 %  |
|          | Jean Charest     | 48 651    | 11,63 %  | 5 421,62       | 16,07 %  |
|          | Leslyn Lewis     | 46 374    | 11,09 %  | 3 269,54       | 9,69 %   |
|          | Roman Baber      | 22 480    | 5,38 %   | 1 696,76       | 5,03 %   |
|          | Scott Aitchison  | 4 947     | 1,18 %   | 356,66         | 1,06 %   |
| Total    | Total            | 418 231   | 100 %    | 33 800         | 100 %    |